# 申東根
申東根（：／ Shin Dong-geun，1961年12月22日—），大韓民國自由派政治人物，第20到21屆國會議員。